# Schizoretepora elongata
Schizoretepora elongata is een mosdiertjessoort uit de familie van de Phidoloporidae. De wetenschappelijke naam van de soort is, als Schizellozoon elongatum, voor het eerst geldig gepubliceerd in 1928 door Ferdinand Canu en Ray Smith Bassler.